# Hans von Boineburg-Lengsfeld
Wilhelm Georg Gustav Botho Rudolf Hans von Boineburg-Lengsfeld (9. června 1889 v Eisenachu - 20. listopadu 1980 v Altenburgu) byl německý generálporučík ve Wehrmachtu během druhé světové války.

## Životopis
Hans von Boineburg-Lengsfeld pocházel z původně dolnohesensko-durynského šlechtického rodu Boyneburgů. Byl synem říšského svobodníka, velkovévody saského komořího a rytmistra hesenských husarů Konrada Emila Moritze Rudolfa von Boineburg-Lengsfeld (* 8. srpna 1855) a jeho manželky Helene, rozené von Hopffgarten (* 21. října 1866). Rodina vlastnila statky v Altenburgu v dnešním Schwalm-Eder-Kreis a ve Weilaru a Herdě v dnešním kraji Wartburg.
Hans von Boineburg-Lengsfeld chodil do školy v Kasselu a Výmaru, kterou ukončil maturitou. Dne 1. října 1910 vstoupil k 6. jízdnímu loveckému pluku pruské armády v Erfurtu. Dne 22. května 1912 byl jmenován poručíkem a zúčastnil se s tímto plukem v 1. světové válce v srpnu 1914 bojů v Lotrinsku a poté od září na východní frontě v bitvě u Mazurských jezer (9.-15. září), bitvy o Varšavu (9./10. října) a bitvy u Lodže (16. listopadu – 15 prosince 1914). Dne 18. října 1915 byl povýšen na poručíka.
V dubnu 1918 byl Boineburg převelen k jezdeckému pluku myslivců č. 6 a bojoval od 15. července v bitvě na Marně a v Champagne, 17. srpna až 4 září mezi Oise a Aisne a nakonec se stáhl spolu s 1. armádou.
Po skončení války se pluk 12. listopadu vydal zpět do Německa. Dne 10. prosince dorazil do Berlína, kde se zúčastnil vánočního povstání 24. prosince 1918 proti povstalcům. Zatímco v lednu probíhala demobilizace pluku, stále aktivní příslušníci včetně Boineburga se podíleli na potlačení tzv. povstání spartakovců v lednu 1919 a na březnových bojích o Berlín.
Od 1. ledna 1920 byl Boineburg převelen jako nadporučík a důstojník k jezdeckému pluku 103 tzv. Prozatímního Reichswehru. Dne 28. září 1921 byl povýšen na rytmistra a v říjnu 1932 byl povýšen na majora.
Od 1. dubna 1934 byl převelen k velitelství kavalérie v Drážďanech. Dne 27. 1. května 1935 byl přikázán k jezdeckému pluku Gera, kde byl 1. června 1935 povýšen na podplukovníka. K 1. říjnu 1937 byl povýšen na plukovníka.
Dne 10. listopadu 1938 byl Boineburg jmenován velitelem Schützen-Regiment 1, se kterým se od 1. září 1939 zúčastnil invaze do Polska a postupoval v severním Polsku směrem k Varšavě.
Po skončení bojů v Polsku převzal dne 23. října 1939 velení 4. střelecká brigády ve 4. tankové divizi na Dolním Rýnu, se kterou se poté zúčastnil západního tažení do Francie. Jeho brigáda se vyznamenala v bojích na Dyle Position a Forêt de Mormal, a to zejména 27. května 1940 při prolomení francouzských pozic na La Bassée Canal severně od Béthune. Boineburg za to obdržel 19. července 1940 Rytířský kříž Železného kříže.
Po vítězném západním tažení byl převelen do zálohy vrchního velení a odešel na své panství ve Weilaru. Až v říjnu 1940 se vrátil do armády. Od 5. října 1940 do 10. září 1941 byl velitelem 7. střelecká brigáda v 7. tankové divizi pod velením generálmajora Erwina Rommela. S ní se pak v červnu 1941, už pod vedením generálmajora Hanse Freiherra von Funcka, zúčastnil operace Barbarossa, invaze do Sovětského svazu.
Po vytvoření 23. tankové divize v oblasti Paříže byl dne 25. září 1941 jmenován jejím velitelem a k 1. října 1941 byl povýšen na generálmajora. V dubnu 1942 se se svou divizí přesunul do jižního sektoru východní fronty, kde byla divize nasazena v oblasti Charkova v sestavě skupiny armád Jih a poté dána k dispozici u Volnjansku pro operaci Blau, německou letní ofenzívu.
Již dne 20. července 1942 byl nahrazen generálmajorem Erwinem Mackem a přeložen do zálohy, protože jeho první důstojník generálního štábu padl s plány na operaci Blau do sovětských rukou. Boineburg se musel proto zodpovídat před Říšským válečným soudem. Nejprve byl uvězněn ve Wolfsschanze ve východním Prusku a obviněn ze ztráty dokumentů, ale poté byl po deseti dnech propuštěn. Při následném slyšení u říšského válečného soudu v Berlíně, kterému předsedal říšský maršál Hermann Göring, byl Boineburg zproštěn viny a na vlastní žádost mu bylo svěřeno velení nad jeho původní divizí. Účastnil se tažení směrem na Kavkaz, které se zastavilo po těžkých bojích na řece Terek jihovýchodně od Prochladného a Nalčiku v Kabardino-Balkarsku. Během těchto bojů byl 16. dubna 1942 povýšen na generálporučíka.
Poté, co byla 6. armáda obklíčena u Stalingradu v listopadu 1942, Boineburgova 23. tanková divize se vrátila z Kavkazu, aby s dalšími velkými jednotkami v operaci Wintergewitter (12.-23. prosince) vysvobodila uvězněnou armádu. Účastnila se pomocného útoku na Stalingrad, ale byla po dvanácti dnech těžkých bojů odražena Rudou armádou. Divize musela v extrémně drsných zimních podmínkách stále ustupovat a utrpěla vysoké ztráty. Kvůli svému zranění z první světové války musel Boineburg na konci roku 1942 na léčení a následně byl povolán do zálohy.
K 1. dubnu 1943 byl převelen do Francie a přidělen vojenskému veliteli ve Francii generálovi pěchoty Carl-Heinrichovi von Stülpnagel. Od 1. května se stal nástupcem generála Ernsta Schaumburga jako velitel Velké Paříže a velitel 325. bezpečnostní divize. Boineburg a jeho náčelník štábu, plukovník Karl von Unger, poskytli bezpodmínečnou podporu generálu Stülpnagelovi při plánování pařížských akcí pro plánovaný pokus o svržení Hitlera.
Během operace Valkýra dne 20. července 1944 sehrál hlavní roli při zatýkání předních důstojníků gestapa a SS ve Francii, především gruppenfürera Carla Oberga a jejich jednotek v Paříži. Zatčení přibližně 1200 mužů SS a SD umístěných v Paříži provedl bezpečnostní pluk 1. Když byl po několika hodinách oznámen neúspěch pokusu o atentát na Hitlera, zatčení v Paříži byli propuštěni a Boineburg jim akci vysvětlil jako „cvičení“. Měl velké štěstí, že nebyl uznán za spoluspiklence, protože generál von Stülpnagel mlčel, generálporučík Hans Speidel, náčelník štábu vrchního velitele Západu, polního maršála Günthera von Kluge ho kryl a zatčený SS-Gruppenführer Oberg nepodal stížnost.
Pokračování pobytu Boineburga v Paříži však bylo pro Hitlera nepřijatelné. Dne 7. srpna 1944 byl nahrazen generálem Dietrichem von Choltitz a následně převeden do zálohy. Dne 23. září 1944 byl jmenován velitelem uzavřeného štábu polního maršála Gerda von Rundstedt a 18. října 1944 byl převelen k vrchnímu velení oblasti západ. Od 1. listopadu do 15. prosince 1944 byl velitelem rýnského opevnění v oblasti Freiburg im Breisgau a 20. února 1945 se stal velitelem vojenského výcvikového prostoru Bergen na Lüneburském vřesovišti.
Při kapitulaci v květnu 1945 byl zajat Američany a 30. května 1946 propuštěn.
Po propuštění se věnoval zemědělství a lesnictví na svém panství v Altenburgu v dnešním okrese Schwalm-Eder v severním Hesensku. Zemřel zde 20. listopadu 1980 jako poslední mužský potomek rodu Boyneburg-Lengsfeld v Německu.

### Manželství a potomstvo
V roce 1920 se Hans von Boineburg-Lengsfeld oženil s dcerou finského rejdaře Gunnela Töttermanna. Z manželství vzešly dvě dcery - Beatrix Wilhelmine Sigrid Gunnel Freiin von Boineburg-Lengsfeld (1921–2012) a Brita Hildegard Helene Freiin von Boineburg-Lengsfeld (* 1927). Obě zůstaly neprovdané a po druhé světové válce žily na rodinném statku v Altenburgu.

### Vyznamenání
- Železný kříž (1914) 2. a 1. třídy dne 29. září 1914, resp. 1. října 1917
- Rytířský kříž II. třídy Řádu Albrechtova s meči dne 3. února 1915
- Velkoknížecí sasko-výmarský rytířský kříž II. třídy Řádu bílého sokola s meči dne 9. června 1915
- Válečný kříž velkovévody Wilhelma Ernsta ze Saska-Výmaru dne 1. prosince 1917
- Čestný rytíř řádu johanitů dne 23. června 1922